# Abraham Geiger
Abraham Geiger (Francoforte sul Meno, 1810 – Berlino, 1874) è stato un rabbino tedesco.

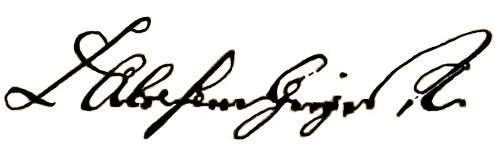
Firma di Abraham Geiger Rabbiner (1810-1874)

Considerato uno dei padri dell'Ebraismo riformato, rappresentò la tendenza liberale ebraica nel XIX secolo. Lo ricordiamo fondamentalmente per l'opera Das Judentum und seine Geschichte (1864), manifesto del suo pensiero.

## Opere
- Was hat Mohammed aus dem Judentume aufgenommen? Bonn, 1833 (trad. ingl. Judaism and Islam: A Prize Essay, F. M. Young, 1896).
- Das Judenthum und seine Geschichte von der Zerstörung des zweiten Tempels bis zum Ende des zwölften Jahrhunderts. In zwölf Vorlesungen, Breslau, Schletter, 1865-71 (tr. ingl. Judaism and Its History: in two parts, Lanham, University Press of America, 1985). .
- Nachgelassene Schriften, 1875–1878, Berlin, (5 volumi; ristampa: New York, Arno Press, 1980).